# Gočovo
Gočovo (in ungherese Gócs) è un comune della Slovacchia facente parte del distretto di Rožňava, nella regione di Košice.
Ha dato i natali al matematico, pedagogista e accademico Jur Hronec, di cui il paese conserva una camera di cimeli.